# Fussballsportverein Optik Rathenow
Fussballsportverein Optik Rathenow é uma agremiação esportiva alemã, fundada a 21 de fevereiro de 1991, sediada em Rathenow, em Brandemburgo.

## História
As primeiras raízes do futebol na área de Rathenow se voltam para o estabelecimento do Spielvereinigung Rathenow, em 1906. Na década de 1930, o clube se fundiu com o Turnverein Vater Jahn Rathenow para a criação do VfL Rathenow, que passou a jogar na segunda divisão, a Berlim-Brandemburgo. Um clube conhecido como Sportgemeinde Rathenow foi formado, em 1945, no rescaldo da Segunda Guerra Mundial a partir de membros do VfL e Ballspielclub Rathenower. Este foi rebatizado BSG Verkehr Rathenow, em 1948. O clube teve origem no ressurgimento, em dezembro de 1950, do antigo VfL e o SG que formaram o BSG Mechanik Rathenow. Este tornou-se BSG Motor Rathenow em 1951. Jogando na parte soviética ocupada da Alemanha, a equipe passou despercebida em âmbito local com menos de um punhado de aparições na terceira divisão, 2. DDR-Liga, e primeiras rodadas da FDGB Pokal, a Copa da Alemanha Oriental.
Em 10 de fevereiro de 1990, após a reunificação alemã , o clube assumiu o nome de Sportverein Optik baseado em um acordo de patrocínio com uma empresa local ótica. Em 21 de fevereiro do ano seguinte, o departamento de futebol se tornou independente como Fußball Sportverein Optik Rathenow e fez a sua aparição apenas até a data na DFB-Pokal (Copa da Alemanha) por conta de uma vitória na taça distrital. A equipe avançou à quarta divisão, em 1992, após um título na Verbandsliga Brandenburg (V) e continuou sua série de sucessos, ganhando a promoção no jogo de qualificação para a Regionalliga Nordost (III), como parte da reestruturação do futebol alemão em 1994. 
A sua estada, contudo, foi curta, pois o time caiu para a Oberliga Nordost-Nord (IV), após um último lugar em 1996. Na Oberliga, o Optik consistentemente se posicionou em colocações mais baixas na tabela, mas escapou do rebaixamento até ser cair depois de terminar em 14°, em 2005. O clube voltou a jogar a quarta divisão após duas temporadas na Verbandsliga Brandenburg (V). Na temporada 2011-2012, consegue a volta à Regionalliga Nordost (IV) após um terceiro lugar na Oberliga Nordost Nord (V).

## Títulos
- Bezirkspokal Potsdam (Potsdam Cup) vencedor: 1958, 1978, 1990
- Landesliga Brandenburg Campeões : 1991
- Verbandsliga Brandenburg (V) Campeões: 1992, 2007;

## Cronologia das temporadas
| Temporada | Liga                     | Lugar |  |
| --------- | ------------------------ | ----- |  |
| 1990/91   | Landesliga Brandenburg   | 1° ↑  |  |
| 1991/92   | Verbandsliga Brandenburg | 1° ↑  |  |
| 1992/93   | Oberliga Nordost Nord    | 11°   |  |
| 1993/94   | Oberliga Nordost Nord    | 7° ↑  |  |
| 1994/95   | Regionalliga Nordost     | 14°   |  |
| 1995/96   | Regionalliga Nordost     | 18° ↓ |  |
| 1996/97   | Oberliga Nordost Nord    | 7°    |  |
| 1997/98   | Oberliga Nordost Nord    | 12°   |  |
| 1998/99   | Oberliga Nordost Nord    | 13°   |  |
| 1999/00   | Oberliga Nordost Nord    | 8°    |  |
| 2000/01   | Oberliga Nordost Nord    | 10°   |  |
| 2001/02   | Oberliga Nordost Nord    | 16°   |  |
| 2002/03   | Oberliga Nordost Nord    | 14°   |  |
| 2003/04   | Oberliga Nordost Nord    | 12°   |  |
| 2004/05   | Oberliga Nordost Nord    | 14° ↓ |  |
| 2005/06   | Verbandsliga Brandenburg | 3°    |  |
| 2006/07   | Verbandsliga Brandenburg | 1° ↑  |  |
| 2007/08   | Oberliga Nordost Nord    | 7°    |  |
| 2008/09   | Oberliga Nordost Nord    | 3°    |  |
| 2009/10   | Oberliga Nordost Nord    | 7°    |  |
| 2010/11   | Oberliga Nordost Nord    | 6°    |  |
| 2011/12   | Oberliga Nordost Nord    | 3° ↑  |  |
| 2012/13   | Regionalliga Nordost     | °     |  |